# Schloss Velden (Kärnten)

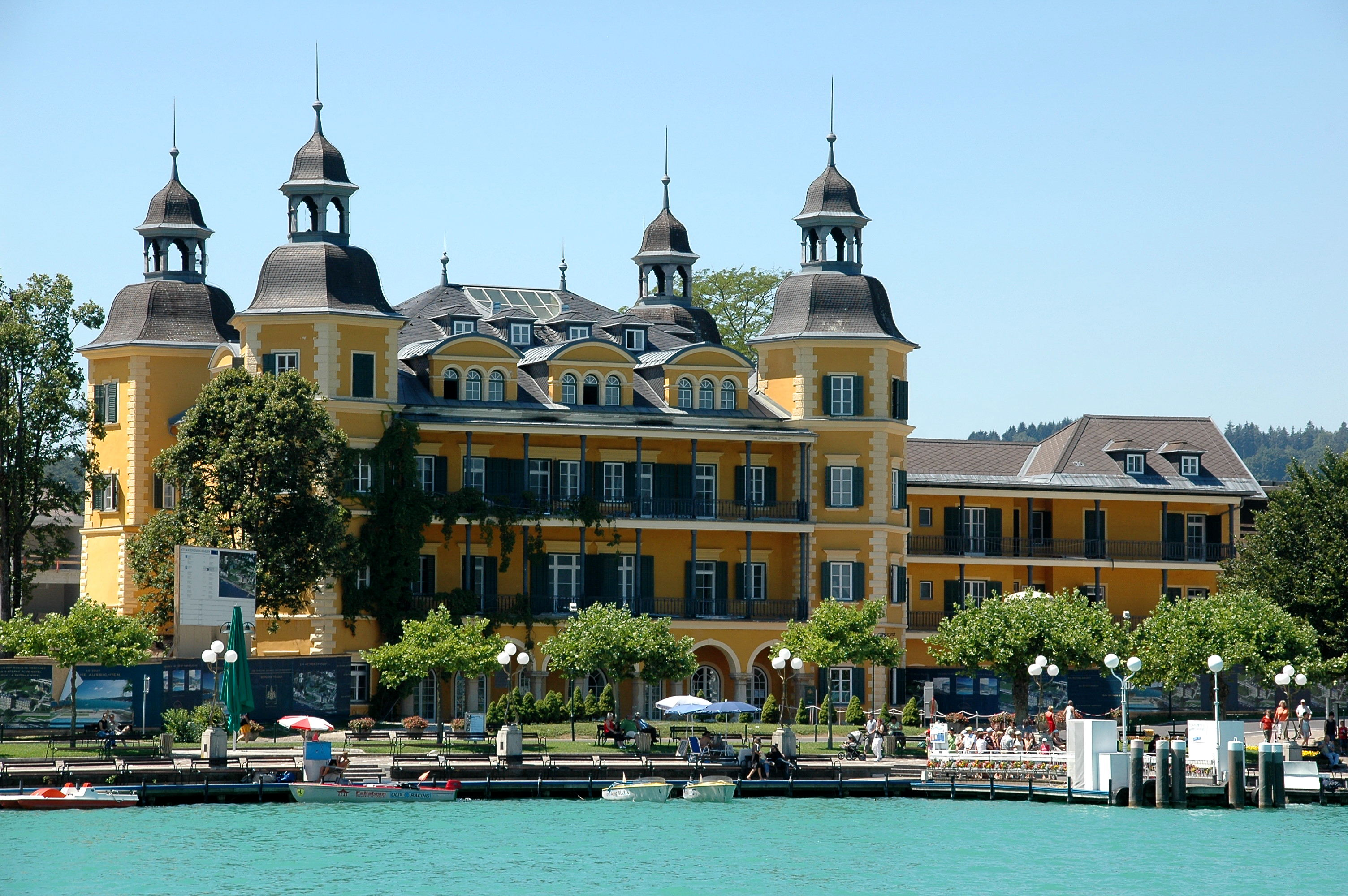
Südwestansicht

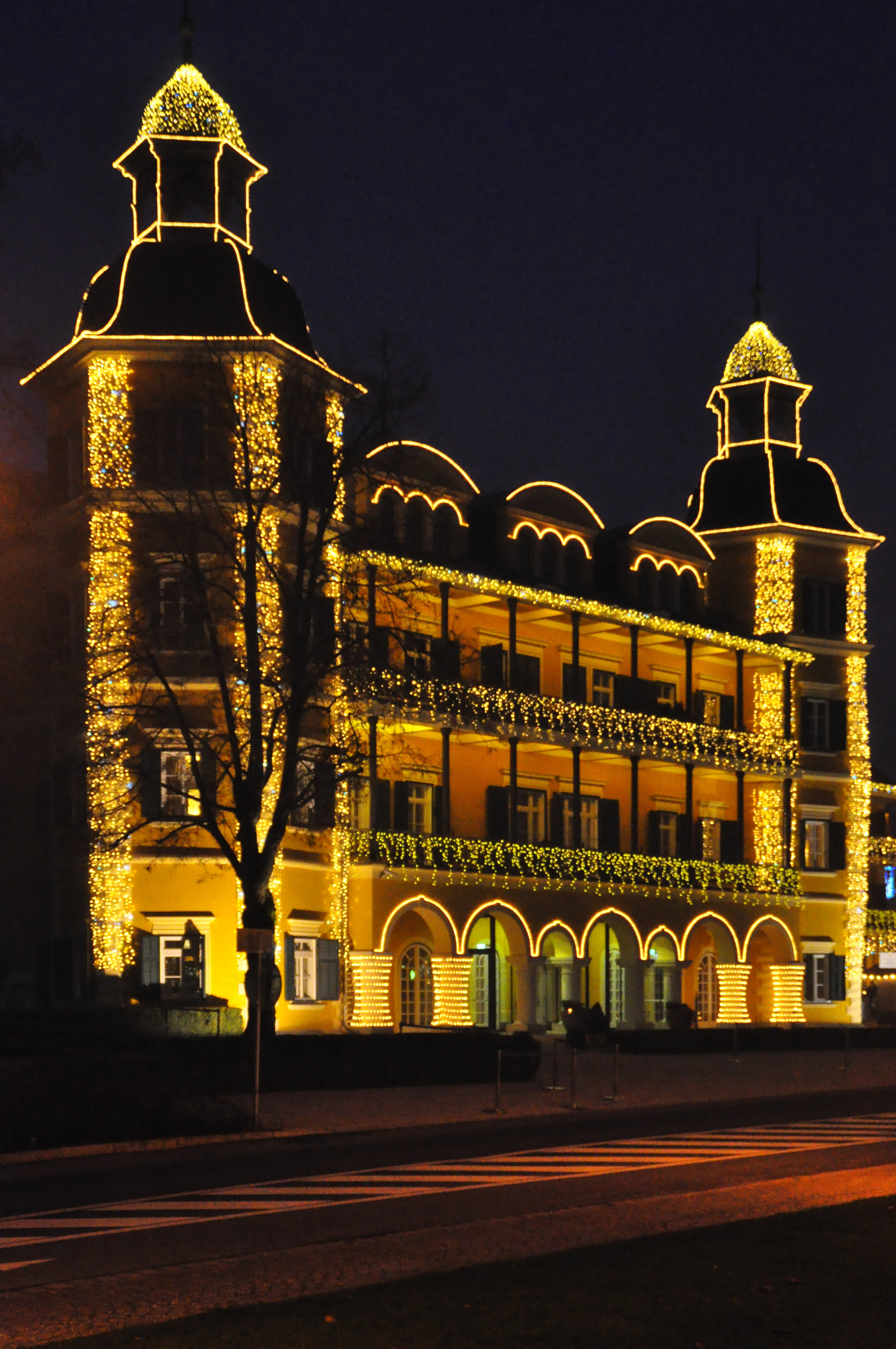
In Adventbeleuchtung

Das Schloss Velden liegt am Westufer des Wörthersees auf dem Gebiet der Gemeinde Velden am Wörther See in Kärnten.

## Geschichte

### Vom 16. bis 19. Jahrhundert
Bauherr des ursprünglichen Schlossbaus war Bartholomäus Khevenhüller (1539–1613), Freiherr von Aichelberg, der dem einflussreichen Kärntner Adelsgeschlecht der Khevenhüller angehörte. Khevenhüller war sowohl Unternehmer als auch Funktionär der Kärntner Landstände und brachte es als solcher bis zum Klagenfurter Burggrafen (1581). Da er ständig zwischen Burg Landskron, dem Stammsitz der Khevenhüller, und Klagenfurt pendelte, erwarb er 1585 ungefähr auf halbem Weg im Bauerndorf Velden am Westufer des Wörthersees ein Anwesen, auf dem zunächst nur eine Mühle stand. Er ließ sich dort direkt am See ein Haus errichten und allmählich mit erheblichem finanziellen Aufwand (23.000 Gulden) zu einem repräsentativen Anwesen ausbauen. Das eigentliche Herrenhaus der nach der Inschrift am Gartenportal 1603 endgültig fertiggestellten Schlossanlage war ein dreieinhalbgeschoßiger, rechteckiger Bau mit vier polygonalen Ecktürmen.
Das Schloss blieb nach Barthlmäs Tod zunächst in Familienbesitz, bis der protestantische Adel, zu dem auch die Khevenhüller zählten, 1629 Kärnten verlassen musste. 1639 eignete sich der Präsident der Hofkammer, die mit der Verwaltung des beschlagnahmten Gutes betraut war, Siegmund Ludwig von Dietrichstein, das Schloss Velden an. Die Liegenschaft blieb bis 1861 im Besitz der Dietrichsteiner, seine repräsentative Nutzung für Familienfeste ist jedoch nur noch bis 1716 belegt. Im Jahr 1762 zerstörte ein Brand große Teile des Schlosses, das anschließend nur notdürftig wiederhergestellt wurde, wobei die Ecktürme teilweise abgetragen werden mussten. Es diente danach nur noch als Poststation und Gasthaus.

### Hotel seit Ende des 19. Jahrhunderts
Im Zuge des aufkommenden Wörthersee-Tourismus Ende des 19. Jahrhunderts erwarb der Wiener Porzellanfabrikant Ernst Wahliss, der zuvor bereits auf der Pörtschacher Halbinsel das Parkhotel und eine ganze Villenanlage hatte errichten lassen, 1890 das heruntergekommene Anwesen in Velden. Er ließ das Gebäude durch den Architekten Wilhelm Heß im Stil der Neorenaissance umbauen, wobei die Fassade nach alten Ansichten rekonstruiert wurde. Die Räume im Inneren wurden für die Nutzung als exklusive Hotelanlage hergerichtet. Weitere Um- und Ausbauten folgten in den 1920er und 1930er Jahren unter der Leitung von Franz Baumgartner; zuletzt erfolgte 1993 eine Außenrestaurierung.
Ab 1952 diente das Schlosshotel als Drehort für Filme und Fernsehproduktionen; die bekannteste darunter ist die Fernsehserie Ein Schloß am Wörthersee (1990–92); an deren Hauptdarsteller Roy Black erinnerte eine Gedenkbüste im Café schräg gegenüber dem Schloss. Gunter Sachs erwarb Schloss Velden 1990 und ließ es aufwendig renovieren. 2003 verkaufte er es an einen Immobilien-Verbund; dieser eröffnete mit der US-amerikanischen Hotel-Gruppe West Paces unter der Marke „Capella“ das Schlosshotel zu Pfingsten 2007 neu.

### Falkensteiner Schlosshotel Velden
Im Jahr 2011 wurde das Bauwerk von der Hypo Alpe Adria an die Amisola Immobilien AG, deren Eigentümer Karl Wlaschek war, verkauft. Betrieben wird das Hotel seit 2012 von der Falkensteiner Michaeler Tourism Group. Das Hotel wurde 2013 um einen modernen Komplex mit einer 3.600 m² großen Spa-Anlage ergänzt.
Das Hotel gehört zum Hotelverbund The Leading Hotels of the World. 2009 wurde die Geschichte des Hotels von The Most Famous Hotels in the World unter dem Titel Hotel Schloss Velden veröffentlicht.

## Baubeschreibung und Umgebung
Der große Schlossbau über rechteckigem Grundriss besitzt an den Ecken vier 5-eckige, markante Türme, jeweils mit Haubendach plus Laterne.
Die östliche, zum See gewandte Front ist dreigeschoßig mit Bögen vor Fenstern und Türen im Erdgeschoß und durchgängigen Balkons darüber, die Westfront zum Park – weil dieser höher liegt – nur zweigeschoßig. Rundum weist das Walmdach Gaupen zu zwei Dachgeschoßen auf. Ein mittelgroßes Gebäude setzt das Hauptgebäude nördwärts fort, ein längeres, ebenfalls schönbrunngelbes auch nach Westen; zwischen beiden liegt das alte, rustikale Nordportal – mit der Jahreszahl 1603 bezeichnet und von gebänderten Pilastern flankiert. Darüber befindet sich zwischen zwei Obelisken ein Aufsatz mit den Wappen des Bartholomäus Khevenhüller und seiner drei Frauen. Vom Nordportal führt ein Verbindungsgang zum Nordwestturm. Ein weiterer Überrest aus der Erbauungszeit sind die Biforenfenster oberhalb des rundbogigen Westportals. Das Schlossportal ist zugleich das Wappensymbol der Marktgemeinde Velden am Wörther See.
Heute ist der Schlosspark – samt dem Westtrakt – im Norden, Westen und Süden von einem zwei-geschoßigen, U-förmigen Neubau begrenzt.
Die Rezeption befand sich ehemals innerhalb des Nordportals, nun im Neubau unmittelbar davor.
Südlich der Anlage liegt der Schloßteich aus zwei Becken zur Fischzucht, er entwässert in den Wörthersee, gespeist wird er vom 500 m westlich gelegenen Bäckerteich.
Das Schlosshotel besitzt ein eigenes Strandbad mit Restaurant und Bootssteg.